# Eustrotia victrix
Eustrotia victrix är en fjärilsart som beskrevs av Dyar 1912. Eustrotia victrix ingår i släktet Eustrotia och familjen nattflyn. Inga underarter finns listade i Catalogue of Life.